# Adulterante
Um adulterante é uma substância encontrada dentro de outras substâncias (por exemplo, alimentos, bebidas, combustíveis), embora não seja permitida por razões legais ou outros. A adição de adulteradores é chamado de adulteração. Um adulterante é distinto, por exemplo, de aditivos alimentares permitidos. Pode haver uma linha de separação tênue entre um adulterante e um aditivo; a chicória pode ser adicionado ao café para reduzir o custo. Esta adição é uma adulteração se não declarada, mas pode ser indicada na embalagem. 